# سید هاشم حمیدی
سید هاشم حمیدی  (زاده فروردین ۱۳۰۹ روستای حصار همدان) فقیه و مجتهد ایرانی است.

## تحصیل
هاشم حمیدی دارای تحصیلات حوزوی (اجتهاد) بوده و در حوزه‌های علمیه همدان و قم به مدت ۲۰ سال تحصیل کرد
او در زمان تحصیل در حوزه علمیه شاگرد اساتیدی مانند :حاج میرزا محمدعلی عالمی دامغانی،سیدشهاب الدین نجفی مرعشی،  مرتضی حایری یزدی، محمدصدوقی، محمد لاکانی، میرزا ابوالفضل زاهدی قمی، میرزا محمد مجاهدی و سید محمد باقر سلطانی طباطبایی و   عبدالجواد اصفهانی بود و همچنین برخی از دروس را نزد  سید رضا صدر، سید حسین طباطبایی بروجردی، سید روح‌الله خمینی، سیدمحمد رضاگلپایگانی، محمد علی اراکی، سیدمحمد محقق داماد و  سید محمد حسین طباطبایی فرا گرفت.

## فعالیتها
حمیدی از سال ۱۳۴۶ در تهران زندگی می‌کند. هاشم حمیدی در دوره اول و دوم مجلس شورای اسلامی نماینده مردم همدان بوده و مسؤولیت کمیسیون دیوان محاسبات مجلس را بر عهده داشت. سپس به همدان برگشت و از سال ۱۳۶۰ تا۱۳۶۲ امام جمعه موقت شهر بود. او در مدارس شاه آبادی و مجتهدی و سپهسالار (مطهری) و دانشگاه علم و صنعت ایران به تدریس مشغول بوده است. او همچنین از مدرسان دوره خارج فقه و اصول می‌باشد.
هاشم حمیدی نامزد ورود به چهارمین دوره مجلس خبرگان رهبری به صورت مستقل از حوزه تهران بود ولی موفق به کسب آرای لازم برای ورود به مجلس نشد.
هاشم حمیدی عضو شورای مرکزی جامعه روحانیت مبارز است.

## مسوولیت‌های اجرایی
او مسئول نهاد رهبری در دانشگاه علم صنعت است.

## تألیفات
- الصلواة- تقریرات درس آیت‌الله بروجردی
- المکاسب-تقریرات روح‌الله خمینی
- رساله‌ای در تقیه-تقریرات روح‌الله خمینی
- رساله‌ای در منجزات مریض-تقریرات آیت‌الله بروجردی
- اجتهاد و تقلید
- درس‌های فطرت
- راهنمای زیارت خانه خدا
- زمام‌داری در اسلام یا تعیین سرنوشت در غدیر خم
- نهضت امام حسین و ریشه‌های آن
- ارتباط عقل و دین
- الغناء و آلات الطرب
- بحثی دربارهٔ استخاره
- بحثی دربارهٔ تقریب بین مذاهب اسلامی
- پاسخ و پرسش‌ها
- دوران پهلوی از ظهور رضاخان تا سقوط محمدرضا
- تنقیح‌الاحادیث و الاخبار (عربی) در دست تألیف[۶]